# Paulo Guedes
Paulo Roberto Nunes Guedes (Rio de Janeiro, 24 agosto 1949) è un economista e politico brasiliano, ministro delle finanze dal 2019 al 2023 sotto la presidenza di Jair Bolsonaro. È stato altresì co-fondatore della banca d'investimento BTG Pactual e del think-tank Instituto Millennium.

## Biografia
Nato a Rio de Janeiro, nel Distretto Federale, Guedes ha frequentato l'Università federale di Minas Gerais e successivamente conseguito un master in economia presso la Fundação Getúlio Vargas. Nel 1974, si è trasferito con la moglie negli Stati Uniti per frequentare un corso di dottorato all'Università di Chicago. In quanto sostenitore delle idee keynesiane, in particolar modo delle teorie di Paul Samuelson e di Franco Modigliani, Guedes ha sposato la causa del liberalismo mentre era in Illinois, dove tra i suoi insegnanti c'era il premio Nobel Milton Friedman. Le sue aree di interesse accademico comprendevano la macroeconomia, il commercio internazionale e l'econometria. Guedes ha conseguito quindi il suo dottorato di ricerca nel 1978.
Nel 1983 è stato tra i fondatori del Banco Pactual, oggi BTG Pactual, insieme ad André Jacurski e Luiz Cezar Fernandes. Negli anni Ottanta ha lavorato come professore di economia presso la Pontifícia Università Cattolica di Rio de Janeiro, la Fondazione Getúlio Vargas e l'Istituto Nazionale di Matematica Pura e Applicata. Negli anni del regime militare cileno, è stato inoltre professore all'Università del Cile. Dal 1983 al 1999 Guedes ha ricoperto l'incarico di direttore esecutivo dell'Istituto brasiliano dei mercati dei capitali. Ha quindi scritto come editorialista per O Globo, Folha de S. Paulo ed Exame. Proprio in quest'ultima veste, nel 2007 ha lodato l'Operazione Lava Jato e gli sforzi della magistratura per frenare la corruzione e l'impunità. Nel 2018 Guedes è stato nominato consigliere economico per la campagna elettorale di Jair Bolsonaro alle elezioni presidenziali del 2018, prodromiche alla sua nomina al Ministero delle Finanze avvenuta nel 2019.

## Controversie giudiziarie
- Il 2 ottobre 2018 il Pubblico ministero federale brasiliano ha deciso di avviare indagini su Guedes per un'accusa di frode relativa alla gestione di fondi di investimento da lui diretti, avendo questi ultimi ricevuto contributi per un miliardo di real da fondi pensione appartenenti allo Stato brasiliano. Tali fondi sarebbero stati difatti reinvestiti in un'unica società, la HSM Educacional S/A, anch'essa gestita da Guedes. L'interessato ha tuttavia sempre negato le irregolarità e ha affermato che l'indagine è politicamente motivata e "volta a confondere gli elettori"[3].